# 진미식품
 주식회사 진미식품은 대한민국의 식품 전문 기업이다.

## 역사
- 1948년 대창장류사로 설립되었다.
- 1948년 1대 송희백 대표이사 취임
- 1957년 상호명을 대창장류사에서 대창산업사로 변경하였다.
- 1958년 군납업체로 지정되었다.
- 1962년 보건사회부 장관 표창을 수상하였다.
- 1967년 상호명을 대창산업사에서 진미식품공업사로 변경하였다.
- 1980년 상호명을 진미식품공업사에서 ㈜진미식품으로 변경하였다.
- 1985년 합자회사 진미식품으로 상호변경
- 1985년 오류동 공장에 마감되었고, 유성구 용계동에 공장이전
- 1987년 대통령 표창을 수상하였다.
- 1988년 2대 송인섭 대표이사 취임
- 1988년 주식회사 진미산업과 흡수 합변, 주식회사 진미식품으로 상호 변경
- 1992년 농림수산부 장관상을 수상하였다.
- 1997년 자체브랜드 참그루를 런칭
- 1999년 창업주 故 송희백 명예회장 별세
- 2007년 3대 송상문 대표이사 취임
- 2009년 인적자원개발 우수기관으로 인증되었다.
- 2009년 괴산군과 장류식품 산업을 육성을 위한 투자 협약 체결
- 2011년 진미식품 CI 변경
- 2011년 진미식품 괴산공장 설립
- 2014년 진미식품 괴산공장 전제품 HACCP 인증
- 2018년 진미식품 대전공장 전제품 HACCP 인증
- 2020년 진미식품 괴산공장 합병 (현재 대전공장 부지를 도안신도시 아파트 신축되었다.)